# Colegiul Național Economic „Theodor Costescu”
Colegiul Național Economic „Thedor Costescu” este o instituție de învățământ din Drobeta-Turnu Severin, Mehedinți. Înființat în 1898 ca Școală Comercială Elementară, la inițiativa lui Teodor Costescu, directorul Liceului „Traian” din acea perioadă, a trecut prin diverse transformări în decursul timpului.
În perioada 1903-1924 a funcționat ca Școală Comercială Inferioară, iar din 1924 a fost reorganizat ca Școală Superioară de Comerț. În 1936, odată cu organizarea învățământului comercial secundar, a devenit Gimnaziu Comercial cu clasele I-IV. Între 1937 și 1948 a funcționat ca Liceu Comercial cu clasele I-VIII, atât în regim de zi, cât și fără frecvență.
În 1948, instituția a fost transformată în Școală Medie Tehnică de Comerț, cu o durată de 4 ani, iar din 1966 a fost redenumită Liceu Economic. În 1989, a primit denumirea de Grup Școlar Economic, Administrativ și de Servicii, oferind educație liceală de zi, seral, școală profesională și școală postliceală.
În 1998, cu ocazia centenarului său, a fost redenumit Colegiul Economic „Thedor Costescu” în memoria fondatorului său. Un an mai târziu, prin ordinul Ministerului Educației Naționale, a fost distins cu titulatura de „Național”, devenind Colegiul Național Economic „Thedor Costescu”.
Înființarea colegiului coincide cu adoptarea Legii asupra învățământului secundar și superior în 1898, inițiată de Spiru Haret,.